# Snowflake (EP)
Snowflake è il terzo EP del girl group sudcoreano GFriend, pubblicato nel 2016.

## Tracce
1. Snowflake (Intro) – 1:16
2. Rough (시간을 달려서?, Siganeul DallyeoseoMR, lit. Passing Time) – 3:29
3. Say My Name (내 이름을 불러줘?, Nae Ireumeul BulleojwoLR) – 3:08
4. Luv Star (사랑별?, SarangbyeolLR) – 3:08
5. Someday (그런 날엔?, Geureon NarenLR) – 3:37
6. Trust – 3:35
7. Rough (Instrumental) – 3:29

## Classifiche
| Classifica (2016) | Posizione massima |
| ----------------- | ----------------- |
| Corea del Sud     | 2                 |